# Same Old Tunes
Same Old Tunes är ett album av Millencolin som gavs ut den 20 oktober 1994. Albumet först gavs ut under namnet Tiny Tunes vilket fick ägarna av den animerade serien med namnet Tiny Toons, Warner Brothers att ilskna till och stämma skivbolaget Burning Heart Records. De tvingades dra tillbaka skivorna och återutgav lite senare Same Old Tunes, vilket var precis vad det var, samma gamla låtar som den stämda skivan innehållit. 

## Låtlista
1. "Mr Clean"
2. "Chiquita Chaser"
3. "Disney Time"
4. "Domestic Subway"
5. "Fazil'z Friend"
6. "Leona"
7. "House of Blend"
8. "Da Strike"
9. "Mystic Reptile"
10. "Dance Craze"
11. "The Einstein Crew"
12. "Take It or Leave It"

## Listplaceringar
| Lista (1994-1995) | Topplacering |
| ----------------- | ------------ |
| Sverige           | 21           |